# Страхиња Јованчевић
Страхиња Јованчевић (Београд, 28. фебруар 1993) је српски атлетичар. Члан је АК Црвена звезда. Специјалиста за дисциплину скок удаљ.

## Каријера
Први пут је наступио за репрезентацију Србије 2011. на сениорском првенству Балкана у дисциплини скок удаљ. Од тада сваке године наступа за репрезентацију што у дисциплини скок удаљ, што у штафети 4x100м, што на спринту на 100м.
Освајач је сребрне медаље на првенству Балкана у дворани 2014. године у Истанбулу са резултатом 7.62м.
Освајач је златне медаље на првенству Балкана 2016. године у Питештију са резултатом 7.92м.
У финалу Европског дворанског првенства у Глазгову 2019, заузео је треће место са 8,03м. Тиме је поставио нови дворански рекорд Србије.
Атлетски савез Србије је доделио Јованчевићу признање за најбољег атлетичара у 2018 и 2019 години.
Вишеструки је шампион Србије у скоку удаљ и у дворани и на отвореном. Тренери су му отац Милорад Јованчевић и Горан Обрадовић Челе. Пореклом је из Берана.
Економски факултет Универзитета у Београду именовао га је маја 2019. за свог амбасадора.